# Gary Bell
Gary Bell jr. (Kent, 12 ottobre 1992) è un ex cestista statunitense, professionista in Europa.

## Palmarès
- Supercoppa polacca: 1

Rosa Radom: 2016